# Noce (fiume della Basilicata)
Il Noce o fiumara di Castrocucco, erroneamente chiamato Talaus, è un fiume a corso perenne del versante tirrenico della Basilicata. È lungo 45 km e interessa un bacino di 272 km². Nasce da più sorgenti nella Murge del Principe (1398 m s.l.m.), gruppo di colli alle falde settentrionali del massiccio del Sirino.
Nel Pleistocene il suo bacino superiore costituiva un lago di cui è rimasta traccia nel piccolo lago Sirino. Con andamento prevalente verso sud, sfiora i centri di Lagonegro e Rivello, allargando poi notevolmente il suo fondovalle nei pressi di Lauria, grazie al contributo, da sinistra, di svariati corsi d'acqua, tutti provenienti dal monte Sirino, tra i quali i torrenti Bitonto, Prodino Grande, Senieturo, Carroso e Torbido.
Giunto presso l'abitato di Parrutta (frazione di Trecchina) il fiume scorre più incassato, con sembianze di fiumara. Fungendo da confine tra Basilicata e Calabria, riceve prima le acque del torrente Pizinno, proveniente dalla località San Sago di Tortora e, poi, quelle affluenti dalla Fiumarella di Tortora, per sfociare, dopo qualche chilometro, a Marina di Tortora, nel mar Tirreno, a 8 km a sud dal centro comunale.
Il fiume ha un regime spiccatamente torrentizio con notevolissime variazioni di portata, specialmente nella stagione invernale quando è frequentemente in piena. Nonostante ciò la sua portata è perenne, prossima ai due metri cubi al secondo anche in estate.
Durante la stagione delle piogge, nella parte alta del suo corso dove le acque sono turbolente, appassionati di rafting e canottaggio praticano gli sport.

## Fauna
Gli affluenti ospitano la trota fario, sembrerebbe anche autoctona. Il fiume oltre alla già menzionata ospita anche la trota iridea, l'anguilla, il cavedano, l'alborella, il barbo, il carassio, la carpa, la tinca, il persico reale, il persico trota, la cagnetta, la rovella.
Alla foce anche cefali e spigole..